# Ґерт Схлатманн
Ґерт Схлатманн (нід. Gert Jan Schlatmann, 6 грудня 1963) — нідерландський хокеїст на траві.
Бронзовий призер Олімпійських Ігор 1988 року.